# فین کلیمان
فین کلیمان (آلمانی: Fynn Kliemann؛ زاده ۱ ماه مه ۱۹۸۸ در تسون) طراح وب، کارآفرین، موسیقیدان، نویسنده، بازیگر و یوتیوبر اهل آلمان است. وی در سال ۲۰۱۸ برنده جایزه موسیقی ۱ کرون زنده در بخش بهترین تازه‌وارد شد. او بیشتر به خاطر موسیقی و سه کانال یوتیوب با نام‌های Fynn Kliemann (Der Heimwerkerking) , Kliemannsland و Fynn Kliemann Musik (در اصل fimbim) شناخته شده‌است.

## زندگی‌نامه
کلیمان در هسلینگن بزرگ شده‌است.
وی در مدرسه کارل فردریش گاوس، یک مدرسه دولتی، درتسون تحصیل کرد. از سال ۲۰۰۸ تا ۲۰۱۰ در رشته طراح رسانه در مدرسه ویلهلم وگنفلد در برمن آموزش دید.

## ترانه‌شناسی

### آلبوم‌های استودیویی
- هیچ‌وقت (آلمانی: nie؛ ۲۰۱۸): رتبه هشتم در چارت آلمان، ۲۹ در چارت اتریش و ۷۳ در چارت سوییس
- پاپ (آلمانی: pop؛ ۲۰۱۸)

### تک‌آهنگ‌ها
- یک دقیقه (آلمانی Eine Minute؛ ۲۰۲۰): رتبه ۴۱ در چارت آلمان
- همه چیزهایی که دارم (آلمانی Alles was ich hab؛ ۲۰۲۰) رتبه ۴۰ در چارت آلمان

## کتاب‌ها
- Öv Aeöv Eueij: Fast 21 beknackte Romane in großer Schrift. 2017. ISBN 978-3-00-055617-3.